# Trišestkotno tlakovanje
| Trišestkotno tlakovanje         |                                        |
|                                 |                                        |
| Vrsta                           | polpravilno tlakovanje                 |
| Konfiguracija oglišča           | 3.6.3.6 (ali 3.6)2)                    |
| Schläflijev simbol              | t1{6,3}                                |
| Wythoffov simbol                | 2\|6 3 3 3\|3                          |
| Coxeter-Dinkinova diagrama      |                                        |
| Simetrija                       | p6m, [6,3], *632 p3m1, [3[3]], *333    |
| Vrtilna simetrija               | p6, [6,3]+, 632 p3, [3[3]]+, 333       |
| Bowersova okrajšava             | That                                   |
| Dualno tlakovanje               | rombilsko tlakovanje                   |
| Lastnosti                       | ogliščna prehodnost robovna prehodnost |
| Slika oglišč 3.6.3.6 (ali 3.62) |                                        |

Trišestkotno tlakovanje je v geometriji polpravilno tlakovanje evklidske ravnine. V tem tlakovanju sta dva trikotnika in dva šestkotnika izmenoma na vsakem oglišču. Tlakovanje ima Schläflijev simbol t1{6,3}.
John Horton Conway je to tlakovanje imenoval heksadeltil. Kombiniral je izmenjujoče se elemente šestkotnega tlakovanja (hekstil) in trikotnega tlakovanja (deltil). 
Znana so tri pravilna tlakovanja in osem polpravilnih tlakovanj v ravnini.  

## Uniformno barvanje
Obstojata dve različni uniformni barvanji trišestkotnega tlakovanja. Če imenujemo s števili na štirih stranskih ploskvah okoli oglišča (3.6.3.6), dobimo 1212 in 1232.
| Barvanje                 |          |          |
| Wythoffov simbol         | 2 \| 6 3 | 3 3 \| 3 |
| Coxeter-Dinkinov diagram |          |          |

## Sorodni poliedri in tlakovanja
Trišestkotno tlakovanje lahko gledamo kot zaporedje kvazipravilnih poliedrov in tlakovanj:
|                       | Sferni poliedri | Sferni poliedri | Sferni poliedri | Evklidsko tlakovanje    | Hiperbolično tlakovanje  | Hiperbolično tlakovanje |
| Simetrija             | *332 [3,3] Td   | *432 [4,3] Oh   | *532 [5,3] Ih   | *632 [6,3] p6m          | *732 [7,3]               | *832 [8,3]              |
| --------------------- | --------------- | --------------- | --------------- | ----------------------- | ------------------------ | ----------------------- |
| Kvazipravilne oblike  | oktaeder        | kubooktaeder    | ikozidodekaeder | trišestkotno tlakovanje | trisedemkotno tlakovanje | triosemkotno tlakovanje |
| Konfiguracija oglišča | 3.3.3.3         | 3.4.3.4         | 3.5.3.5         | 3.6.3.6                 | 3.7.3.7                  | 3.8.3.8                 |

To tlakovanje je topološko  del zaporedja poliedrov in tlakovanj s sliko oglišča (3.2n.3.2n) in z zrcalno simetrijo *n33 
| (3.4.3.4) (*233) | (3.6.3.6) (*333) | (3.8.3.8) (*433) |

Tlakovanje, ki izmenoma vsebuje velike in male trikotnike, je topološko identično s trišestkotnim tlakovanjem. Šestkotniki so tako deformirani, da so tri oglišča na sredini roba večjega trikotnika. Obstojata dve uniformni  barvanji:
|  |  |

## Wythoffove konstrukcije iz šestkotnega in trikotnega tlakovanja
Podobno kot uniformni poliedri obstoja osem uniformnih tlakovanj, ki so osnovana na pravilnem šestkotnem tlakovanju ali na dualnem trikotnem tlakovanju. Če pobarvamo ploščice tlakovanja rdeče na prvotnih stranskih ploskvah, rumeno na prvotnih ogliščih in modro na prvotnih robovih, dobimo osem oblik od katerih je sedem topološko različnih. Prisekano trikotno tlakovanje je topološko identično šestkotnemu tlakovanju.
| Wythoff            | 3 \| 6 2 | 2 3 \| 6  | 2 \| 6 3 | 2 6 \| 3  | 6 \| 3 2 | 6 3 \| 2                                      | 6 3 2 \|    | \| 6 3 2  |         |             |
| Schläfli           | {6,3}    | t0,1{6,3} | t1{6,3}  | t1,2{6,3} | t2{6,3}  | t0,2{6,3}                                     | t0,1,2{6,3} | s{6,3}    | h0{6,3} | h1,2{6,3}   |
| Coxeter            |          |           |          |           |          |                                               |             |           |         |             |
| ------------------ | -------- | --------- | -------- | --------- | -------- | --------------------------------------------- | ----------- | --------- | ------- | ----------- |
| Slika Slika oglišč | 6.6.6    | 3.12.12   | 3.6.3.6  | 6.6.6     | {36}     | Slika:Uniform tiling 63-t02.svg50px · 3.4.6.4 | 4.6.12      | 3.3.3.3.6 | (3.3)3  | 3.3.3.3.3.3 |

| Wythoff            | 3 \| 3 3 | 3 3 \| 3 | 3 \| 3 3 | 3 3 \| 3 | 3 \| 3 3 | 3 3 \| 3 | 3 3 3 \| | \| 3 3 3    |
| ------------------ | -------- | -------- | -------- | -------- | -------- | -------- | -------- | ----------- |
| Coxeter            |          |          |          |          |          |          |          |             |
| Slika slika oglišč | (3.3)3   | 3.6.3.6  | (3.3)3   | 3.6.3.6  | (3.3)3   | 3.6.3.6  | 6.6.6    | 3.3.3.3.3.3 |